# Indian Women’s League
Die Indian Women’s League ist die Frauenfußballliga in Indien. Sie wurde 2016 gegründet und im Oktober 2016 in Cuttack erstmals ausgetragen. Organisiert wird die Liga von der All India Football Federation. Aktuell umfasst die Liga sieben Mannschaften.

## Geschichte
1991 wurde in Indien mit der Indian Women’s Football Championship ein Landesweiter Fußballwettbewerb gegründet, an denen Frauenfußballmannschaften aus ganz Indien teilnehmen konnten. 2010 wurde die Südasienmeisterschaft der Frauen ins Leben gerufen. Die Indische Fußballnationalmannschaft der Frauen gewann stets den Wettbewerb. Nach den Turnier-Sieg 2014 wurde der Ruf nach einer Frauenfußballliga laut. Am 21. April 2016 gab die AIFF bekannt, dass sie eine Professionelle Liga planen. Ursprünglich geplant, sollte die Liga erstmals mit 6 Mannschaften ausgetragen werden. Am 14. Oktober 2016 gab der Verband den Ligastart mit 10 Mannschaften, geteilt in 2 Gruppen, zum 17. Oktober 2016 bekannt.

## Liga

### Ligaformat
Zuerst treten alle Vereine in einem Vorrunden-Modus in ihrer jeweiligen Provinz an. Der Sieger, dieser jeweiligen Qualifikation qualifiziert sich für die Hauptrunde. Die Hauptrunde wird in Zwei Gruppen ausgetragen. Die besten Zwei Mannschaften beider Gruppen, qualifizieren sich für die K.O.-Runde und treten gegeneinander an. Im Finale wird der Meister der jeweiligen Spielzeit ausgetragen.

### Spielzeiten
| Saison  | Meister                    | Ergebnis                  | Vizemeister                | Torschützenkönigin                                |
| ------- | -------------------------- | ------------------------- | -------------------------- | ------------------------------------------------- |
| 2016/17 | Eastern Sporting Union FFC | 03:0                      | Rising Student’s Club FFC  | Kamala Devi, Eastern Sporting Union FFC, 12 Tore  |
| 2017/18 | Rising Student’s Club FFC  | 01:1 (5:4 n. E.)          | Eastern Sporting Union FFC | Ngangom Bala Devi, KRYPHSA FC, 12 Tore            |
| 2018/19 | Sethu FFC                  | 03:1                      | Manipur Police SC          | Ngangom Bala Devi, Manipur Police SC, 26 Tore     |
| 2019/20 | Gokulam Kerala FFC         | 03:2                      | KRYPHSA FC                 | Sabitra Bhandari, Gokulam Kerala FFC, 16 Tore     |
| 2021/22 | Gokulam Kerala FFC         | Ligasystem                | Sethu FFC                  | Elshaddai Acheampong, Gokulam Kerala FFC, 20 Tore |
| 2022/23 | Gokulam Kerala FFC         | Ligasystem, K.o.-Endrunde | Kickstart FC               | Sabitra Bhandari, Gokulam Kerala FFC, 29 Tore     |
| 2023/24 |                            | Ligasystem                |                            |                                                   |

## Preisgeld
Alle Angaben lt. Webseite www.the-aiff.com.
| Auszeichnung       | Preisgeld    |
| ------------------ | ------------ |
| Meister            | ₹ 10 Lakhs   |
| Vizemeister        | ₹ 5 Lakhs    |
| Beste Spielerin    | ₹ 1.25 Lakhs |
| Torschützenkönigin | ₹ 1 Lakh     |
| Beste Torhüterin   | ₹ 1 Lakh     |
| Jüngste Spielerin  | ₹ 75.000     |